# Кремінь-Юніор
 Футбольний клуб «Кремінь-Юніор» — український аматорський футбольний клуб з Кременчук Полтавської області, заснований у 2019 році. Виступає у Чемпіонаті України серед аматорів. Домашні матчі приймає на стадіоні «Кремінь-Арена», місткістю 1 500 глядачів.
Фарм-клуб СК «Кремінь».